# Südböhmischer Talkessel

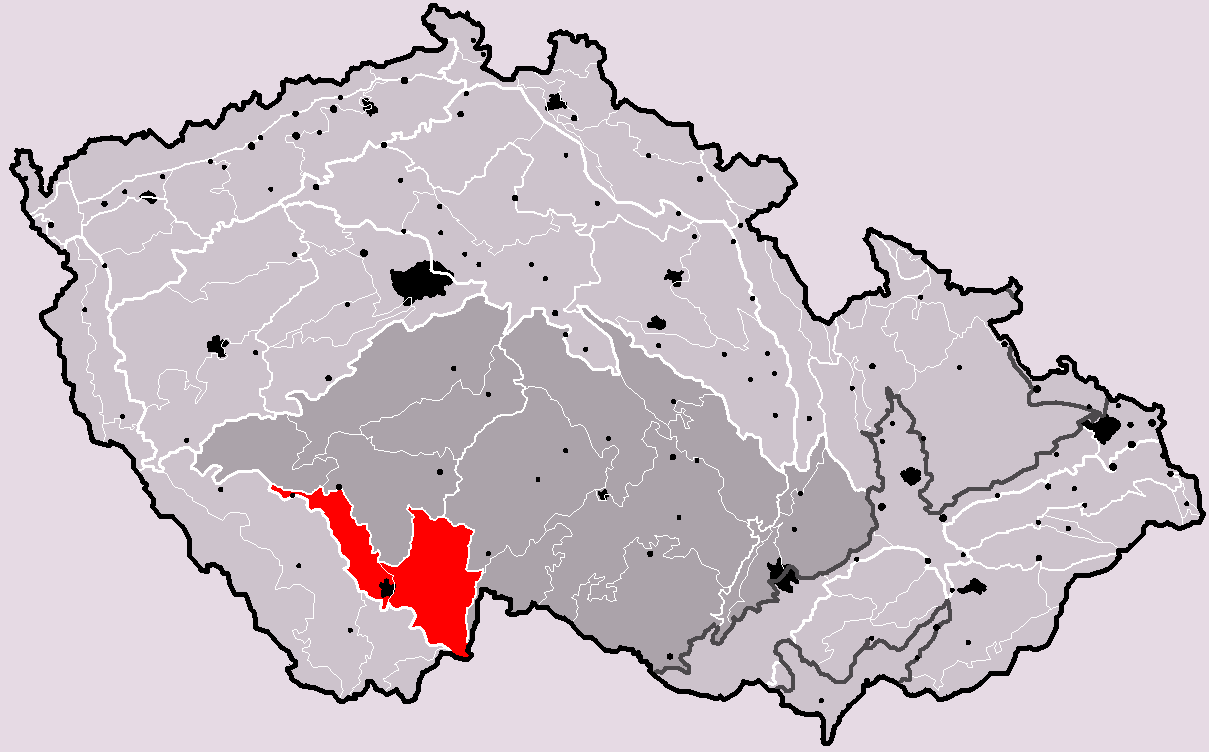
Der Südböhmische Talkessel innerhalb der Geomorphologischen Einteilung Tschechiens

Der Südböhmische Talkessel (auch Budweis-Wittingauer Tiefplatte genannt, tschechisch Jihočeská kotlina bzw. Jihočeské pánve) nimmt mit den Budweiser (Českobudějovická pánev) und Wittingauer Becken (Třeboňská pánev) sowie einer Reihe von Teichen den größten Teil der Südböhmischen Region (Jihočeský kraj) ein.
Der Kessel ist umgeben vom Böhmerwald (Šumava) und seinem Vorland, den Ausläufern des Blanský les (Blansker Wald) im Westen, dem Mittelböhmischen Hügelland (Středočeská žulová vrchovina) im Norden, der Böhmisch-Mährischen Höhe (Českomoravská vrchovina, Teilraum Javořická vrchovina, dem Bergland des Jaborschützberg) im Osten, und dem Gratzener Bergland (Novohradské hory / Freiwald) mit Vorland im Süden, dem Dreiländereck Böhmens mit Ober- und Niederösterreich. Die Ostspitze der Landschaft greift ein kleines Stück nach Österreich aus und bildet dort die Gmünder Senke des Waldviertels. Mitten durch den Kessel verläuft die Moldau (Vltava) mit den Zuflüssen Otava und Lainsitz (Lužnice).
Die durchschnittliche Meereshöhe beträgt 400 m ü. d. M. Kennzeichnend für die Region sind hohe Niederschläge und ein kühles Klima. Mehr als ein Drittel des Kessels ist von Wäldern bedeckt.